# Carnon Downs
Carnon Downs är en by i Cornwall distrikt i Cornwall grevskap i England. Byn är belägen 6 km 
från Truro. Orten har 1 357 invånare (2015).